# Manifeste réaliste
Le Manifeste réaliste, écrit en 1920 par le sculpteur Naum Gabo et cosigné par son frère Anton Pevsner, est un texte-clé du constructivisme. Ce manifeste expose leur théorie à propos de l'expression artistique. Il se concentre sur le divorce des formes artistiques des conventions telles que l'usage des lignes, de la couleur, des volumes et des masses. Ils pensaient aussi que l'art devait accompagner les humains dans tous les moments de leur vie : « Sur l'établi, au bureau, au travail, au repos, lors des loisirs ; les jours chômés et travaillés, à la maison et sur la route, alors la flamme de la vie ne s'éteindra pas. »